# Stazione di Basilea (FFS)
La stazione di Basilea FFS (in tedesco Basel SBB) è la principale stazione passeggeri di Basilea, gestita dalle Ferrovie Federali Svizzere, ed una delle due grandi stazioni ferroviarie a servizio dell'omonima città svizzera e comprende una parte riservata al traffico da e per la Francia, denominata Basilea SNCF.
La stazione Basilea SBB con l'adiacente Basilea SNCF è un punto strategico della rete ferroviaria svizzera, perché la sua posizione le consente di collegare la Svizzera al Nord Europa.

## Storia
Grazie alla sua posizione geografica, sull'ansa del Reno e come città di confine, il collegamento di Basilea con la rete ferroviaria fu realizzato molto presto. Nel 1844 Basilea divenne la prima stazione e la prima linea ferroviaria della Svizzera come capolinea della linea Strasburgo – Saint-Louis – Basilea, tre anni prima della costruzione della prima linea ferroviaria interna Baden – Zurigo.
Nel 1853 venne fondata a Basilea la Schweizerische Centralbahn, con l'obiettivo di costruire una linea ferroviaria da Basilea a Olten e al San Gottardo. Il 19 dicembre 1854, venne inaugurata la prima tratta Basilea – Liestal e, in questa occasione, la società costruì una prima stazione temporanea a una certa distanza dalla città. Poiché le autorità cittadine non riuscivano a concordare l'ubicazione definitiva della stazione principale, la Compagnia Ferroviaria costruì nel 1854 una nuova stazione temporanea, chiamata della Lange Gasse, per soddisfare le esigenze dei viaggiatori, che rimase in servizio dal 1854 al 1860.
Nel 1860 fu costruita la monumentale stazione di Basilea.
Lo sviluppo del traffico ferroviario rese necessaria la costruzione di una nuova stazione, che fu realizzata tra il 1902 e il 1907. La sua inaugurazione avvenne il 24 giugno 1907. Nel 1898 il Consiglio federale si pronunciò a favore di una stazione di transito, respingendo il progetto di una stazione di testa. Così, quando le ferrovie federali svizzere subentrarono alla Centralbahn il 1º gennaio 1902, i lavori preparatori per la costruzione della nuova stazione erano a buon punto.

## Collegamenti
- Verso la Svizzera: traffico regionale, verso i cantoni Basilea Campagna, Argovia, Zurigo e Giura con la RER di Basilea (S-Bahn); traffico nazionale, con numerosi collegamenti Intercity verso Zurigo HB e oltre (Coira, Berna; l'Oberland Bernese e Vallese, quello di Lucerna; Ticino), nonché Ginevra Cornavin o Losanna via Bienne e Neuchâtel (treni con cadenza oraria o semioraria);
- Verso la Francia: TGV Lyria per Parigi tramite la LGV Rhin-Rhône, che serve Belfort o Digione; esistono anche collegamenti che utilizzano la stazione annessa denominata Basilea SNCF;
- Verso la Germania: ICE ed EuroCity verso le principali città della Germania, tra cui Amburgo, Francoforte, Colonia, Berlino e Monaco, con alcuni treni chepartono dall'altra importante stazione di Basilea, la stazione di Basilea Badese (Badischer Bahnhof), situata sull'altra sponda del Reno, come il servizio Nightjet (NJ) che prevede collegamenti notturni con Amburgo e Berlino, tramite dalla Badischer Bahnhof;
- Verso i Paesi Bassi: ICE per Amsterdam, via Utrecht e Arnhem;
- Verso l'Italia: EC (ETR 470/ETR 600), sulle tratte Basilea – Berna – Briga – Domodossola – Milano e Basilea – Lucerna – Chiasso – Milano;
- Inoltre, la stazione è servita da un EuroCity Express, che fornisce un collegamento giornaliero tra Francoforte sul Meno e Milano.